# Laura a la ciutat dels sants (1986)
Laura a la ciutat dels sants és una pel·lícula de ficció del 1986 dirigida per Gonzalo Herralde Grau que dura 103 minuts. En castellà s'anomena Laura, del cielo llega la noche.
El director adapta la novel·la de Miquel Llor del 1931 i converteix Laura i la seva història d'amor, de passió i de mort en elements metafòrics, en forces alliberadores que lluiten contra el conservadorisme de la Catalunya rural del començament del segle xx. D'aquesta manera, Herralde lliga les relacions sentimentals de Laura i la seva decadència personal amb la història del país, mitjançant l'estructura d'un melodrama clàssic.

## Argument
Laura, nascuda en una família barcelonina de classe mitjana, es casa el 1927 amb l'amo d'una important explotació rural a Vic. Viuen a la masia de la germana de l'hisendat, la qual se sent gelosa de la seva cunyada. Laura es va allunyant del seu marit, un dèspota que també fa la vida impossible a un germanastre seu no reconegut a l'herència de qui Laura acaba enamorant-se.